# Europæiske Jernbaneagentur
Det Europæiske Jernbaneagentur (ERA)  er et af EUs agenturer, der har til opgave at styrke jernbanernes sikkerhed og samvirke i hele Europa. Det blev oprettet i april 2004.  Agenturet har to hovedsæder , begge beliggende i Frankrig. Hovedkvarteret med administration og kontorer ligger i Valenciennes, mens internationale konferencer og møder afholdes i Lille.
Der er omkring 100 ansatte, hvoraf de fleste kommer fra den europæiske jernbanesektor.